# Oproerpolitie

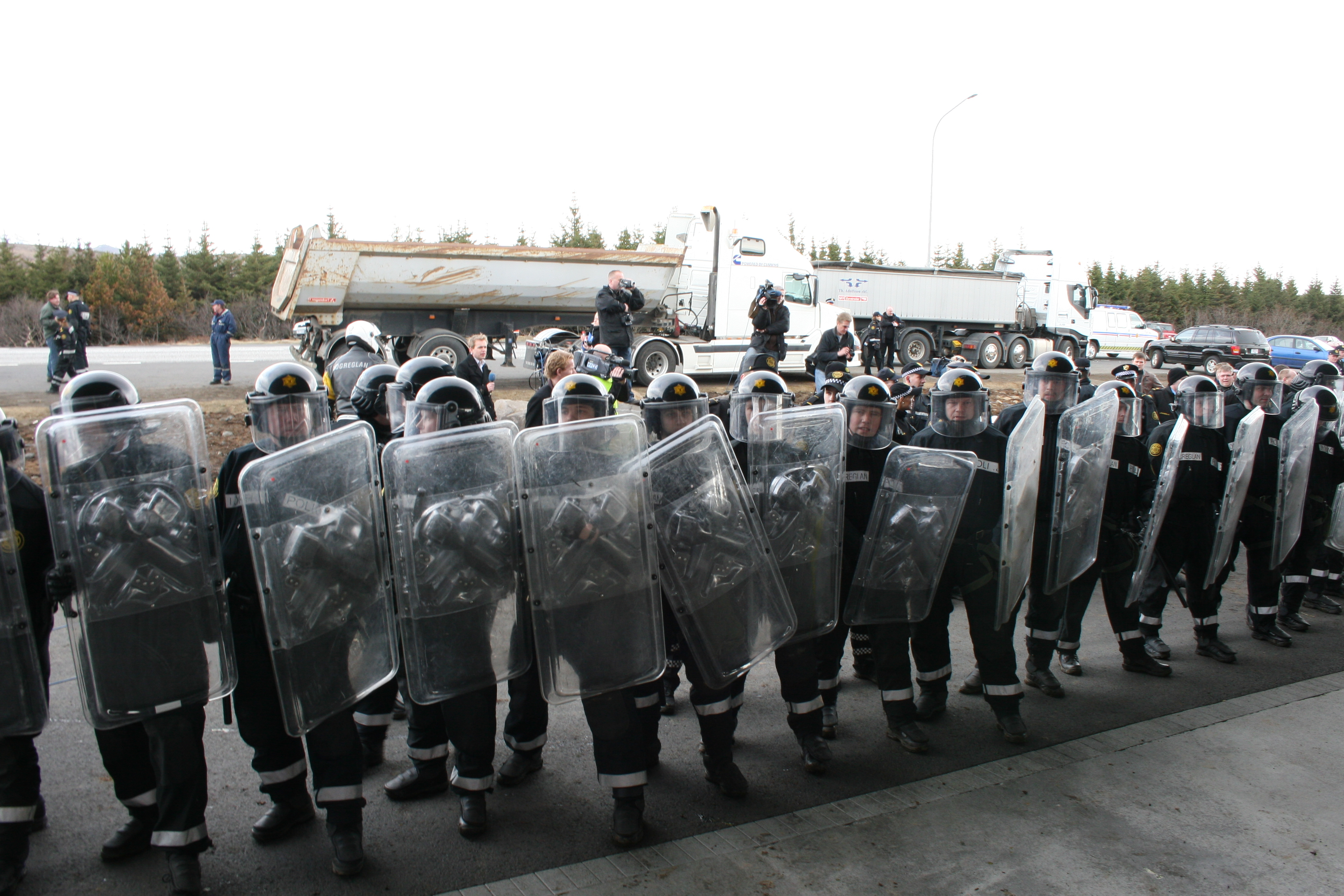
Linie van agenten van de Nationale Politie van IJsland in volledige oproeruitrusting.

Oproerpolitie is een type politie dat bestaat uit agenten die getraind, georganiseerd en uitgerust zijn of ingezet worden om menigten, betogingen of rellen te confronteren. 
Oproerpolitie kan normale politie zijn die in bepaalde omstandigheden de rol van oproerpolitie aanneemt of er kunnen aparte eenheden bestaan die binnen of naast de gewone politiemacht bestaan. De oproerpolitie kan in verscheidene situaties worden ingezet voor verscheidene doeleinden. Zij kan zoals de naam al suggereert ingezet worden om oproeren of rellen in bedwang te houden, om menigten in bedwang te houden of uiteen te drijven, om de openbare orde te handhaven of criminaliteit te ontmoedigen, om mensen of eigendommen te beschermen en ook om te dienen als politiek repressiemiddel door demonstraties te breken en tegenstand of burgerlijke ongehoorzaamheid te onderdrukken.

## Uitrusting

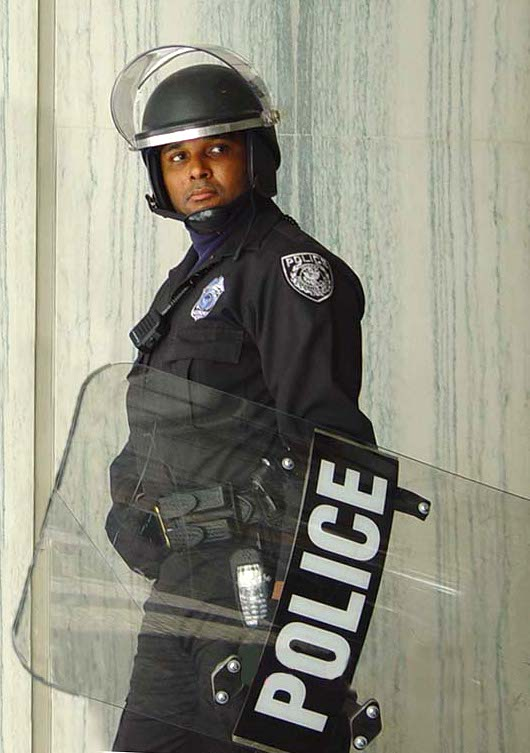
Een agent met een oproerschild.

De oproerpolitie heeft vaak een speciale uitrusting om zichzelf te beschermen en anderen aan te vallen. Oproeruitrusting bestaat doorgaans uit persoonlijk pantser, wapenstok, oproerschild en helm. Veel oproerpolitie-eenheden gebruiken ook speciale niet-dodelijk wapens, zoals pepperspray, traangas, geweren met rubberkogels, stungranaten en Long Range Acoustic Devices.

## Lijst van oproerpolitie-organisaties
- Australië – Public Order and Riot Squad (New South Wales); Public Order Response Team (Victoria)
- België – Directie Algemene Reserve of DAR (tot 2004), Interventiekorps of CIK (sinds 2004), Directie Openbare Veiligheid (DAS), sinds 2016.
- Brazilië - Batalhão de Polícia de Choque
- Bulgarije – Zhandarmeriya
- Frankrijk – Compagnies Républicaines de Sécurité, Escadrons de Gendarmerie Mobile
- Duitsland – Bereitschaftspolizei
- Griekenland –  Monades Apokatastasis Taksis
- Hongarije – "roham"rendőr
- India – Rapid Action Force
- Ierland – Garda Public Order Unit
- Israël – Yasam
- Japan – Kidō-tai (機動隊)
- Maleisië – Pasukan Simpanan Persekutuan
- Nederland – Mobiele Eenheid of ME (sinds 1936) en Bijstandseenheid of BE (voor zware rellen met vuurwapens of ontruiming van kraakpanden; sinds ca. 2005)
- Oekraïne – Berkoet (1992–2014)
- Polen – Oddziały Prewencji Policji
- Roemenië – Jandarmeria Română
- Rusland – OMON
- Spanje – Unidad de Intervención Policial
- Singapore – Police Tactical Unit
- Texas (VS) – Texas Ranger Division
- Turkije – Çevik Kuvvet

## Trivia
- De videoclip van "Out of Control" (1999) van The Chemical Brothers speelt zich af in een Latijns-Amerikaanse revolutionaire setting, waarbij relschoppers molotovcocktails naar de oproerpolitie werpen.
- In de videoclip van "The Pretender" (2007) bestormt een eenheid van de Amerikaanse oproerpolitie de optredende band de Foo Fighters, maar in het midden van de charge ontploft het decor en verandert in een storm van rode verf die de agenten op afstand houdt.